# Соловей (фільм, 2018)
«Соловей» (англ. The Nightingale) — пригодницький драматичний фільм 2018 року, поставлений режисеркою Дженніфер Кент за її власним сценарієм. Світова прем'єра стрічки відбулася 6 вересня 2018 року на 75-му Венеційському міжнародному кінофестивалі, де вона брала участь в основній конкурсній програмі та отримала Спеціальний приз журі .

## Сюжет
Дія фільму розгортається в Тасманії 1825 року. Молода красуня-ірландка Клер стає свідком жорстокого вбивства свого чоловіка і крихітної дитини. Цей злочин скоїв її господар з приятелями. Не знайшовши справедливості в суді, вона наймає чоловіка слідопита з аборигенів, який проводить її через непрохідні хащі, аби помститися вбивцям. Її страшна експедиція обіцяє їй більше, аніж вона сподівалася зробити…

## У ролях
| • Ешлінґ Франчозі   | … | Клер              |
| • Сем Клафлін       | … | Гоукінс           |
| • Байкалі Ганамбарр | … | Біллі             |
| • Деймон Герріман   | … | Русе              |
| • Гаррі Грінвуд     | … | Джаґо             |
| • Івен Леслі        | … | Ґудвін            |
| • Чарлі Шотуелл     | … | Едді              |
| • Сем Сміт          | … | фермер-вівчар     |
| • Метью Сандерленд  | … | Дейві             |
| • Майкл Шисбі       | … | Айдан             |
| • Бен Мак-Івор      | … | нудний засуджений |

## Знімальна група
- Автор сценарію — Дженніфер Кент
- Режисер-постановник — Дженніфер Кент
- Продюсери — Кристіна Кейтон, Стівен Гутенськи, Дженніфер Кент, Бруна Папандреа
- Виконавчі продюсери — Бен Браунінг, Джейсон Клот, Аарон Л. Гілберт, Бренда Гілберт, Ендрю Поллак
- Лінійний продюсери — Аманда Криттенден
- Асоційований продюсер — Джим Еверетт
- Оператор — Радослав Ладчук
- Композитор — Джед Курзель
- Монтаж — Саймон Нджу
- Художники-постановники — Алекс Голмс
- Художник-костюмер — Марго Вілсон
- Художник-декоратор — Кристіан Петерсен
- Артдиректор — Софі Неш
- Звук — Роберт Макензі
- Підбір акторів — Ніккі Барретт
- Спеціальні ефекти — Марті Пеппер

## Виробництво
За повідомленням видання The Sydney Morning Herald, режисерка Дженніфер Кент була «завалена» сценаріями фільмів із США після успіху свого дебютного фільму «Бабадук» (англ. Babadook) (2014), але вирішила зосередитися на написанні свого сценарію та постановці за ним стрічки «Соловей». IndieWire повідомив, що зйомки фільму розпочалися в Тасманії в березні 2017 року.

## Нагороди та номінації
| Список нагород та номінацій                 | Список нагород та номінацій | Список нагород та номінацій | Список нагород та номінацій | Список нагород та номінацій | Список нагород та номінацій |
| Кінофестиваль/Кінопремія                    | Рік                         | Категорія                   | Номінант(и)                 | Результат                   | Дж                          |
| ------------------------------------------- | --------------------------- | --------------------------- | --------------------------- | --------------------------- | --------------------------- |
| 75-й Венеційський міжнародний кінофестиваль | 2018                        | Золотий лев                 | Соловей                     | Номінація                   | [ 4 ]                       |
| 75-й Венеційський міжнародний кінофестиваль | 2018                        | Спеціальний приз журі       | Соловей                     | Перемога                    | [ 4 ]                       |
| 75-й Венеційський міжнародний кінофестиваль | 2018                        | Премія Марчелло Мастроянні  | Байкалі Ганамбарр           | Перемога                    | [ 4 ]                       |